# Sistema determinista
En matemàtiques, un sistema determinista és un sistema en el qual l'atzar no està involucrat en els futurs estats del sistema. És a dir, si es coneix l'estat actual del sistema, les variables d'entorn i el comportament del sistema davant els canvis en l'ambient, llavors es pot predir sense cap risc d'error l'estat següent del sistema.